# Anania desistalis
Anania desistalis is een vlinder van de familie van de grasmotten (Crambidae). De wetenschappelijke naam van deze soort is voor het eerst voorgesteld als Scopula desistalis door Francis Walker in een publicatie uit 1862.
De soort komt voor in Brazilië.